# 石原都政
石原都政（いしはらとせい）では、日本の政治家石原慎太郎が東京都知事を務めていた期間（1999年 - 2012年）の東京都の行政について記述する。

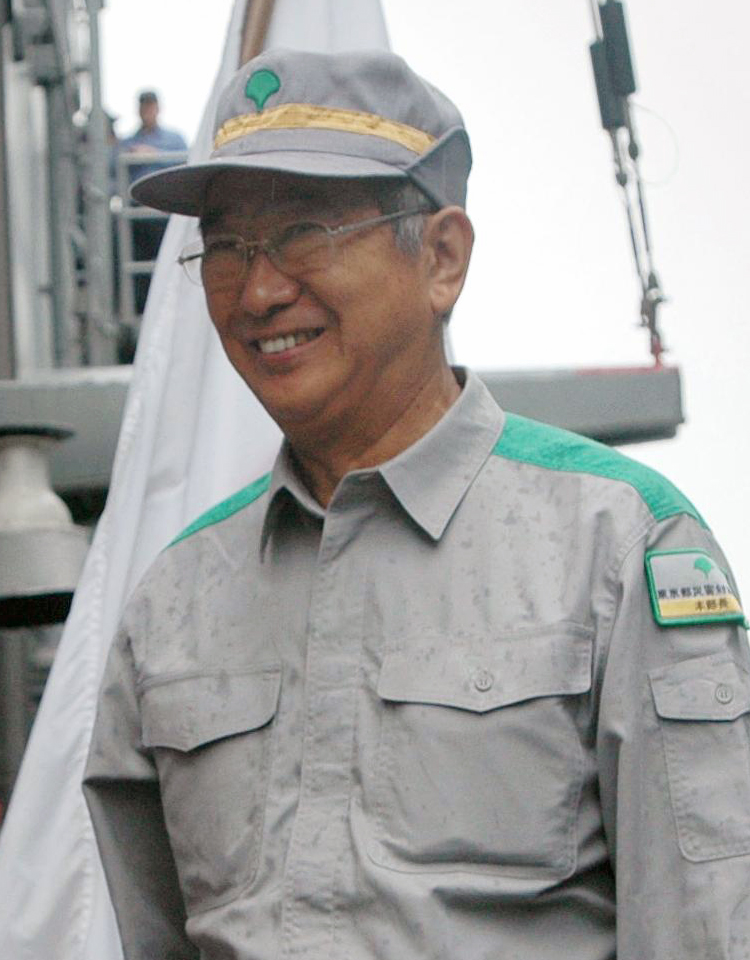
石原慎太郎東京都知事近影（2006年9月1日撮影）

## 選挙公約
選挙公約 (1期目)
1. 都が主導の債券市場にYES
2. 踏切のない東京にYES
3. 健康を損なう排ガスにNO
4. 福祉に立ちはだかる規制にNO
5. 借金漬けの財政にNO
6. 横田返還にYES
7. 首都移転にNO
8. 住みやすい東京にYES
9. 命が守れない危機管理にNO
10. 新しい道徳教育にYES

選挙公約 (2期目)
1. 安心・安全の確保、都市の再生から始める「都民福祉の充実」
2. 中小企業の能力を引き出す「新しい銀行を創設」
3. 都民、国民の健康を損なう「大気汚染を解消」
4. 利用者から高い評価を受けている「認証保育所を大増設」
5. これまでの日本にない「まったく新しい大学を実現」
6. 千客万来の「観光都市を実現」
7. 雇用促進のため、利用者に便利な「職業紹介を都独自に実施」
8. 都庁の一層の合理化と「第二次財政再建に着手」

選挙公約 (3期目)
1. 環境革命の続行
2. 子育て支援プログラムと中学3年生まで医療費ゼロ
3. 都立施設や都立小中高校の食事・給食に東京ブランドの食材導入推進
4. 神奈川県・千葉県・埼玉県の各知事と首都圏知事連合をつくって、道州制を実現
5. 2016年に東京オリンピックを招致（2009年に招致失敗。その後2020年の招致に成功）
6. 高齢者の起業やNPO法人の活動を支援する機関を作る
7. 都庁の展望台や都の保有財産を有効利用して、歳入を増やす
8. 公立小中高校グラウンドの芝生化

佐々淳行は石原からの要請で選挙対策本部長を務めた。このときに用いられた「反省しろよ慎太郎、だけどやっぱり慎太郎」のキャッチコピーは、佐々の発案によるものである。

## 政党との関係
自民党・公明党推薦候補（明石康）に勝利する形で都知事に就任した石原だったが、東京都議会では自公が一貫して与党であった。民主党や生活者ネット、社民党などは、都知事選挙では対立候補を立てるものの、都議会での議案に対する姿勢は賛成に回ることも多く、日本共産党は「自民・公明・民主のオール与党体制」であると厳しく批判していた。共産党も初期には「是々非々」の立場を取っていたが、次第に対決姿勢を強めた。2007年（平成19年）の知事選以降、民主党などは距離を取ることが増えていたが、政権交代後は築地市場の移転関連予算計上に一転賛成したりなど再接近の機会も増えている。
石原は自民党の都議の選挙には選挙ポスターに一緒に写ったり、応援の演説などを行っていたが、3 期目の知事選出馬の表明後は早々に自ら自民党に推薦を依頼していたが、2007年（平成19年）2月19日に突如「政党の看板に支えられた選挙は合わない」と自民党からの推薦を辞退した。石原は同年2月22日の都議会において、「手打ち」として都議補選の自民党候補に協力することを約束したが、メンツを潰された自民党都議団は「安倍内閣の支持率が落ちていることを気にしたのだろうが、知事は小心過ぎる」と不満を露わにした。また、石原は2007年（平成19年）3月21日に公明党に協力を要請しており、公明党側も実質的な支援を決定した。しかしかつては公明党及びその支持母体である創価学会を痛烈に批判していたこともあった。
一方国政では2010年（平成22年）にはたちあがれ日本の発起人に名を連ね、2012年の石原の都知事辞任、国政復帰につながってゆく。

## 主要な政策

### 東京都の会計制度に複式簿記・発生主義を導入
石原は一橋大学在学中に公認会計士になるための勉強をしたことがあった経験から、官庁や自治体会計に単式簿記・現金主義会計が採用されている現状に疑問を持っていた。都知事就任後、2002年に新たな会計制度を導入すると宣言。2期目の2006年、東京都は他の自治体に先駆けて、会計制度に複式簿記・発生主義を採用した。
石原は都知事3期目に入った2007年4月、この施策は自身の過去2期における「一番いい仕事」だったと述べた。「この国には健全なバランスシート、財務諸表がない」として、国家の会計制度にも複式簿記・発生主義の導入を提起している。

### 環境対策・都市構想

#### 植樹による海の森公園・水と緑の回廊構想
海の森公園構想 は、2005年（平成17年）2月24日に開催された第74回東京都港湾審議会において答申され、「10年後の東京」の「水と緑の回廊」づくりの一環の構想として建築家の安藤忠雄と石原が発案・推進役となって進められた。
10年後の東京を構想する水と緑の回廊構想における政策の方向性は「東京の成長過程で失われた、水と緑に囲まれた都市空間を再生するとともに、美しい都市景観を創出し、東京の価値を更に高める。」 とされ、植樹による海の森公園構想や街路樹の増加や校庭の芝生化等による東京都内緑化と都内の無電柱化エリア拡大・都内の大規模緑地を街路樹でつなぐヒートアイランド現象を緩和する「風の道」の整備・水辺の整備と水質改善を主な目標とした。

#### エコツーリズム
国立公園の監督者は政府だが、自然環境保護のための施策は停滞が現状だったため、石原は東京都で、観光振興と自然保護を目的とした、日本初の行政主導のエコツーリズム導入を決めた。2003年（平成15年）の4月から小笠原で初めて実施されるに至った。

#### 都レンジャー（自然保護官）立ち上げ
アルピニストの野口健が2003年に地方自治体におけるレンジャー（自然保護官）の必要性を直訴し、石原はその翌朝に都レンジャー立ち上げを発表。野口を隊長に2004年から始動が決定した。石原の都知事辞任直前に都レンジャーが非常勤職員から東京都専門委員へ格上げされた。

#### ディーゼル車排ガス規制
青島幸男都政の政策を引き継ぎ、かねてより環境研究者に指摘されてきた、政府の自動車排出ガス規制での対応では不足となっていた東京都の自動車排ガス公害の深刻さに対応するため、ディーゼル車への粒子状物質排出規制を首都圏の他の自治体と共同して行い、2000年（平成12年）には、都民の健康と安全を確保する環境に関する条例（通称：環境確保条例）を制定し、粒子状物質排出基準を超えるディーゼル車の、新車登録7年経過後の走行を禁止した（条例第37条、第38条）。この条例については、違法な上乗せ条例であるとの見解や、地域的な特殊性を考慮した適法な条例であるとの見解がある。
石原はディーゼル車の数は全ての自動車の中の2割に過ぎないが、全ての自動車から排出される窒素酸化物の約7割と浮遊粒子物質(SPM)のほとんどを排出していることを示し、東京でディーゼル自動車の排気に含まれ排出される粉塵の量が、1日に500ccのペットボトル12万本分にも達するとして、会見等でペットボトル入りの煤を撒いて見せた。このような訴えは、環境省始め政府による環境規制の強化を促したとされる。しかし、政府は自動車NOx・PM法などで窒素酸化物の排出量がガソリン車の10倍であるディーゼル車からガソリン車への転換を図る政策をとっているが、それに乗じCO2排出量が少ないディーゼル車に対する過度の規制や、殊更にディーゼル車を悪者視するかのようなパフォーマンスは地球温暖化対策に逆行するという主張もある。
関連して、環境汚染の原因になるだけではなく軽油引取税の脱税の温床となっている不正軽油の撲滅にも注力している。
この対応によるかは詳細は不明だが中国、韓国では大きな問題になっている「pm2.5問題」が大きく問題視されることはない環境的な数値を東京では観測している。

#### 渋滞緩和・物流網の構築
東京外かく環状道路整備凍結の解除および推進
都知事就任後の1999年(平成11年)、「地域環境の保全やまちづくりの観点から、自動車専用部の地下化案を基本として計画の具体化について取り組む」方針を表明し、美濃部亮吉都知事（当時）や国が1970年(昭和45年)以降、反対運動側に付いて凍結していた、東京外かく環状道路整備を解禁し、効率的な物流ネットワークの構築や慢性化した渋滞の緩和等を提唱・推進する。2003年には、当初の高架構造から大深度地下（地下40m）を通す計画に変更する「方針」を公表する。2007年3月15日、東京都の都市計画審議会にて、関越道・中央道・東名高速と接続する3ジャンクション(JCT) と、目白通り、青梅街道、東八道路の3インターチェンジ(IC)を設置する案が承認され、同年12月25日、国土交通省の第3回国土開発幹線自動車道建設会議にて基本計画が承認される。決定された計画では、関越自動車道の起点を練馬区から三鷹市に変更した上で、関越道から中央道までを関越自動車道として、中央道から東名までを中央自動車道として整備することとされた。石原はその後も折に触れ着工の前提となる整備計画を定めることを要望し、2009年4月27日の第4回国土開発幹線自動車道建設会議で整備計画が承認された。2011年12月12日に、国土交通省が同区間の着工方針を明らかにし、2013年9月8日に開催が決定した2020年夏季オリンピック大会までの完成を目指している。シールドトンネル等の主要部分は国が直轄施工し、大泉JCT - 中央JCT間（約9.9km）はNEXCO東日本、中央JCT - 東名JCT間（約6.3km）はNEXCO中日本が舗装・設備工事等を施工し完工後は有料道路として運営する見通し。

#### 羽田空港再拡張事業
世界が時間的・空間的に狭小なものとなってきた国際化の時代に、空からのアクセスが国力の維持に絶対に必要なこととの考えのもと、当時政調会長であった親友の亀井静香とともに、当時の運輸省と協議して、15分の交渉で調査費をつけさせ着手に持ちこんだものとされる。
その後、石原はアメリカとの直接交渉を行い、2001年9月10日にはペンタゴンでポール・ウォルフォウィッツ国防副長官と会談し、東京上空の空域管制権の日本への返還や横田基地の日米合同の軍民共用化を要請した。
これらの取り組みの結果、2010年（平成22年）10月に東京国際空港の四本目の滑走路（D滑走路）が供用を開始したほか、開放された空域を活用した新航路の設定により羽田空港の発着枠が拡大し、同空港の再国際化に大きく貢献した。

#### 臨海副都心開発
鈴木都政下で開始されたお台場の臨海副都心開発計画を推進した。当選直後の1999年度（平成11年度）には第三セクター3社に対して270億円の財政支援をおこなう計画を追認、さらに都によるビルの借り上げ支援や土地代の減免などさまざまな支援策を継続した。その後も投資は継続され、「首都東京の活力と創造力を生み出す新しい重要な事業」として投資や土地の提供など就任後の7年間で2兆5000億円（2006年（平成18年度）まで）を費やした。

#### 都立霊園再開発
谷中霊園や青山霊園など、使用料の払われていない無縁墓地を整理・除去し、空いたスペースを2003年（平成15年）より新たな貸付スペースとした。あわせて「公園型霊園」の整備・開発が進められている。

#### 米軍基地返還
米軍横田基地の返還・軍民共同利用を公約とし、また麻布ヘリコプター基地（赤坂プレスセンター、ハーディバラックス）が占有している都立青山公園の該当部分返還を要求している。2005年に横田空域の一部返還で日米両政府が合意の見通しとなり、2006年10月27日に両政府は横田空域の一部返還を合意した。石原の横田基地返還要請は航空交通管制権の一部返還という形で部分的に実現した。

### 災害対策・危機管理

#### 東京都総合防災訓練（ビッグレスキュー）
都道府県が主催し、警察・消防・自衛隊・防災関係機関などが参加する大規模災害を想定した総合防災訓練であるビッグレスキューが、石原の提唱により2000年9月3日に首都東京で初めて行われた。

#### 首都圏FEMA(緊急事態管理庁)
2001年9月11日に米国で発生したアメリカ同時多発テロ事件発生下の緊急事態における、FEMA(連邦緊急事態管理庁)の機能に感心した石原は、8都県市と協定を結び「首都圏FEMA」を組織、政府にも日本版FEMAの創設を提言した。「首都圏FEMA」により、東京直下型地震発生などの緊急時に都知事の要請で8都県市に控える警察官・消防・自衛官が一体となって対応する体制になった。「首都圏FEMA」構想の骨子は佐々淳行が立案した。
合わせて、2003年に、大規模災害発生時など緊急事態の際に陣頭指揮を執る危機管理監ポストを新設し、2012年には、陸上自衛隊第10師団長を務め、東日本大震災発生時に陣頭指揮を執り、部内から定評があった宮崎泰樹を危機管理監に起用した。

### 治安対策

#### 不法移民対策・歌舞伎町浄化作戦
2003年(平成15年10月17日)に『首都東京における不法滞在外国人対策の強化に関する共同宣言』を発表し不法滞在外国人(不法移民)を5年で半減するとした。目標達成と不法移民撲滅のため、「外国人滞在適正化連絡会議」の設置による違法活動の取り締まり及び啓発活動や警察官僚出身の竹花豊の副知事起用や警察官の増員を図って、「歌舞伎町浄化作戦」と言われた歌舞伎町治安対策などの治安対策を強化・実施した。東京都治安対策本部の発表によると共同宣言発表から5年間で全国の不法滞在者はおおむね半減したという。
移民については2002年に、「アジアの人々を秩序ある移民政策のもとで正式に受け入れるべきである」という姿勢を示していた。

### スポーツ振興

#### 東京マラソン
2003年、石原は「経済波及効果、スポーツや観光の振興につながる」と述べ、銀座などの目抜き通りを走る構想を発表。石原の提唱により、都と日本陸上競技連盟で大都市マラソンを開催することを目指して協議を開始し、2005年両者は「東京マラソンに関する基本合意」を締結。2007年に第1回が開催され、以降毎年開催されている。

#### 東京オリンピック構想
2016年夏季オリンピック・2020年夏季オリンピックの東京都での開催を目指し、招致活動を進めた。2016年大会招致ではリオデジャネイロに敗れたが、引き続き2020年大会招致に立候補。2013年、後任の猪瀬直樹の下で招致を達成した。

### 中小零細企業向け資金繰り対策

#### 新銀行東京
2003年（平成15年）、東京都が石原の発案で「東京発金融改革」と銘打ち、「資金調達に悩む中小企業を救済すること」を理念として設立した。
2008年（平成20年）3月までに1016億円の累積赤字となっており、既に東京都の出資分1000億円を超過した。さらに、2005年（平成17年）4月から2008年（平成20年）1月までに出資した2300社が経営破綻し、285億円が不良債権化した。石原は同銀行の再建について「経営者に責任がある」「不退転の決意で必ず再建する」として、400億円の東京都による追加出資を行う方針を示したが、『産経新聞』や『読売新聞』も社説で銀行廃止を求めたほか、与党自民党も含め都議会の一部も増資に反対した。石原は2008年（平成20年）1月11日の都議会で「トップダウンで銀行設立を決めた知事の責任が大きい」との追及に対し、「私が社長ならもっと大きな銀行にしていた」「都民から預かった大事な税金を失いきる前に、私には銀行を再建する責任がある」と反論し、存続を主張した。都議会は400億円の税金投入による銀行再建を自民、公明両党の賛成多数により可決した。追加出資の400億円は都民1人当たり約3100円に相当し、すでに都が出資した 855億円を合わせて都民の負担は約11000円に達する。
この問題ではNPO法人情報公開クリアリングハウスが2009年（平成21年）6月、出資金の計1255億円は回収が見込めない、石原と旧経営陣への賠償請求を都に求める住民訴訟を起こしている。石原は、新銀行東京が2009年（平成21年）5月に発表した2009年（平成21年）3月期決算において、同行の赤字が再建計画より少ない金額に留まったことについて「いい成り行きを見せており、とても嬉しい。早く単黒（単年度黒字）を出すようになってもらいたい」と述べている。2010年度も2009年度に引き続き黒字を確保している。

### 教育政策

#### 都独自の「江戸から東京へ」科・日本史必修化
政府の基準では高校の必修科目になっていない日本史を全ての都立高校で必修とする方針と、都独自の日本史科目「江戸から東京へ」科を都立高校で実施する方針が2010年に決定し2012年に開始された。2012年に都が新たに開設した「江戸から東京へ」科の教材には、日本が対米戦争に踏み切った理由について「主に自衛のためだった」とするマッカーサーのアメリカ議会証言が掲載されている。同証言が公教育の教材で取り上げられるのは初めてである。「江戸から東京へ」科のテキスト（教科書）は東京都教育委員会のホームページで公開されている。都立高校の歴史教材を変えるための活動には自民党から圧力がかかったという。

#### 都立高校改革
都立高等学校は、1967年（昭和42年）の学校群制度導入以来、東京大学を初めとする難関大学への進学実績が大きく落ち込んでおり、1999年に都知事に就任した石原は、学区制を廃止して競争原理を導入し、生徒に選ばれる特色ある学校づくりが必要だという強い思いを持っていた。東京大学の鈴木啓和は、石原の就任後に実現していった「学区制の廃止」や「進学指導重点校」の制度、そして「エンカレッジスクール」は、石原の影響により実現していったものとしている。2000年2月には都立九段高校で特別授業の講師担当。2001年（平成13年、横山洋吉教育長（のち東京都副知事）は「進学指導重点校」を指定した。第一号に日比谷・西・戸山・八王子東が指定される。これによって「小尾通達」以来、都立学校としてはおよそ35年ぶりに公式に進学指導を打ち出す。
「都立復権」をスローガンに各校が特色を出す方針を打ち出し、進学指導も都民の多様なニーズに応える一つの施策として位置づけられる。2003年（平成15年）には第二号として国立・立川・青山を追加した。2003年（平成15年）には学区制度を完全撤廃、2005年（平成17年）には都立学校では初となる附属中学を開校し中高一貫教育に乗り出した。中高一貫となる都立学校は、2010年（平成22年）には10校まで増える予定である（桜修館・小石川・白鷗・両国・富士・大泉・南多摩・北多摩・武蔵・三鷹）。2007年には「進学指導特別推進校」に新宿・駒場・小山台・国分寺・町田の5校が指定された。いわゆる中堅校に対しては「中堅校活性化推進事業」を展開し、学区撤廃に伴って各校が特色を出すことを推進。また、需要の少なくなった底辺校定時制などの廃統合を「下から順番につぶす。」「高校の事業整理。」として積極的に行った。
自身は学歴観について「オール5を取っても使い物にならない役人にしかなれない。」「自分は東大に50人近く合格者を出した高校で東大へ行けなかったんだから落ちこぼれだった。」「何かひとつ秀でたものがあればいいんだ。」等と述べている。

#### 首都大学東京
「全く新しい大学をつくる」との公約により、2005年（平成17年）に設立された大学である。
一般の名称公募では最も大きな母体の名称「東京都立大学」が最多だったが、四位である「首都大学」に石原の意向で「東京」を語尾につけた名称「首都大学東京」となった。大学名変更以前から母体となった大学群では「首都大学東京」という名称に反対する意見が教員、学生から多く見られ、石原の政策も相まって教員が離籍、当初設置予定だった経済学コースは経済学部教員の離籍が多過ぎたため消滅した。その後、2020年に大学名の知名度の低さと小池百合子東京都知事の意向により、「首都大学東京」は「東京都立大学」に大学名称を変更した。開始時点から終焉まで一貫した石原の大きな失策の一つである。

### 大手銀行に対する外形標準課税
一定規模以上（資金量の残高が5兆円以上）の大手銀行を対象に、5年間の時限措置として外形標準課税を導入した（いわゆる銀行税）。
銀行側は「狙い撃ち」と反発し訴訟に発展、東京高裁・森脇勝裁判長は銀行への課税自体は合法と認めた上で、税率負担の水準が不公平で高すぎるとして違法と判断、都側は事実上敗訴した。平成12年度から15年度までの銀行税収入は3173億円にのぼったが、銀行側と税率引き下げを条件に和解し年率4.1 - 4.5%という高率で発生した還付加算金123億円を含め2344億円を銀行側に返還した。敗訴の結果、銀行税は導入時の3%から、過去10年間の銀行の納税額の平均である0.9%へと引き下げられ、都の税収は同税導入以前の水準とほぼ同じ829 億円に留った。「税収を増やす」という本来の目的としては失敗したものの、自治体の独自課税の動きに大きな影響を与えた。

### 福祉
福祉予算推移
知事就任前年の1998年から在任最終年の2012年までの歳出分野別の歳出額は以下の通り。
| 年度                                         | 歳出予算 | 歳出予算 | 歳出予算 | 歳出決算 | 歳出決算 | 歳出決算 |
| 年度                                         | 総額     | 福祉     | 教育     | 総額     | 福祉     | 教育     |
| -------------------------------------------- | -------- | -------- | -------- | -------- | -------- | -------- |
| 1998(平成10)                                 | 68,002   | 5,600    | 8,527    | 64,935   | 5,305    | 8,338    |
| 1999(平成11)                                 | 67,071   | 5,638    | 8,362    | 64,207   | 5,388    | 8,228    |
| 2000(平成12)                                 | 66,426   | 5,557    | 7,982    | 63,502   | 5,207    | 7,873    |
| 2001(平成13)                                 | 64,584   | 5,747    | 8,026    | 62,016   | 5,493    | 7,903    |
| 2002(平成14)                                 | 60,996   | 5,593    | 7,928    | 58,115   | 4,987    | 7,808    |
| 2003(平成15)                                 | 62,145   | 5,253    | 7,832    | 59,719   | 4,754    | 7,705    |
| 2004(平成16)                                 | 62,033   | 5,086    | 7,787    | 60,033   | 4,745    | 7,674    |
| 2005(平成17)                                 | 62,841   | 6,923    | 7,762    | 60,498   | 6,374    | 7,543    |
| 2006(平成18)                                 | 66,734   | 7,377    | 7,796    | 63,756   | 6.809    | 7,575    |
| 2007(平成19)                                 | 70,375   | 8,731    | 7,940    | 67,195   | 8,068    | 7,638    |
| 2008(平成20)                                 | 70,071   | 8,657    | 7,697    | 67,501   | 8,064    | 7,457    |
| 2009(平成21)                                 | 66,874   | 9,093    | 7,522    | 63,956   | 8,575    | 7,305    |
| 2010(平成22)                                 | 62,544   | 8,805    | 7,412    | 58,699   | 8,441    | 7,263    |
| 2011(平成23)                                 | 62,360   | 9,086    | 7,631    | -        | -        | -        |
| 2012(平成24)                                 | 61,490   | 9,472    | 7,497    | -        | -        | -        |
| 歳出額の単位は億円(億円未満は四捨五入で表記) |          |          |          |          |          |          |

知事在任最終年の東京都の平成24年度（2012年度）一般会計 歳出予算で占める割合が最も多いのは福祉保健費で、一般会計歳出全体の15.4%を占めている。次に多いのが教育費の12.2% 警察費が10.2% 土木費が7.7%である。

#### 児童福祉
児童の医療費無料範囲拡大、児童扶養手当受給者に対する都営交通無料乗車券の交付。

##### 認証保育所制度の創設
保育所の不足により、入所待ちを余儀なくされている待機児童が増加しており、都内にはその受け皿となる無認可保育所が存在していた。しかし無認可のため、有資格者が不足していたり、環境が劣悪なところもあった。そこで石原は都独自の基準を設けて、都市型保育のニーズに応える認証保育所を創設。2001年（平成13年）8月1日に都内の三カ所でオープンし、2011年（平成23年）の時点で615ヶ所の認証保育所が設置されるに至っている。

#### 東京都シルバーパス
東京都シルバーパス 制度は、2000年（平成12年）の東京都シルバーパス条例（東京都条例第133号）によるものである。前身は東京都シルバーパス交付条例（昭和55年東京都条例第23号）。この福祉乗車証は東京都内在住で、満70歳以上であればパスの交付を受けることができる。ただし、寝たきりで公共交通機関が利用できない場合は購入できない。パスの有効期間は毎年10月1日から翌年9月30日までである。パス交付の費用は20,510円（一年間有効）であるが、有効期限が半年以内であれば10,255円となる。ただし、市町村民税（特別区民税含む）非課税者の場合は、期間によらず一律1,000円である。
この乗車証を利用することによって、以下に記載された路線バス・都営交通を自由に乗り降りでき、交通弱者とされる高齢者の利便を図るものとなっている。
都営・福祉施設
都営住宅や高齢者施設については日本共産党や労働組合系などの一部から批判的な論調があるが、都営住宅については、東日本大震災の際に被災者に開放された。東京都都市整備局のHPには都営住宅の新規着工の案内がある。高齢者施設については、少子高齢時代にふさわしい新たな「すまい」実現プロジェクトチーム が2009年6月に発足し、「高齢者の居住安定確保プラン－基本的方針と実現のための施策－」が2010年9月に策定されている。都立児童養護施設は施設の老朽化と区市町村や民間の社会福祉法人等の民間施設の促進と増加・民間施設への財政支援方針転換に伴い、都外に設置されていた3か所の都立児童養護施設を民間に譲渡し撤退した。
副知事提案のプロジェクトチーム
プロジェクトチームは、石原の発案のみならず副知事だった猪瀬直樹提案のプロジェクトチームも複数存在する。
- 周産期医療体制整備プロジェクトチーム[66](2008年11月発足)
- 少子高齢時代にふさわしい新たな「すまい」実現プロジェクトチーム[64](2009年6月発足)
- 都営地下鉄・東京メトロ一元化プロジェクトチーム[67](2010年4月発足)
- 「言葉の力」再生プロジェクト（「活字離れ」対策検討チーム）[68](2010年4月発足)
- 海外事業調査研究会[69](2010年4月発足)
- 東京天然ガス発電所プロジェクトチーム[70](2011年8月発足〜終了)

### 首都機能移転に反対
首都機能移転には「膨大な経費をかけて新都市を建設するよりも、首都東京の歴史的文化的蓄積を活用すべき」とし、強く反対している。東京が「首都」であることを死守することも念頭に、都立大の後身となる大学の名称には、石原の意向により首都という言葉が組み込んだ「首都大学東京」が採用された。2001年（平成13年）11月21日の衆議院の「国会等の移転に関する特別委員会」では1990年（平成2年）に衆参両院で可決された「国会等の移転に関する決議」を「ばかな決議」と批判し、問題となった。しかし、その際に同委員会の委員長から「新聞社の写真等を見る限り、石原参考人は（同決議の際に）起立していた」と指摘された。この指摘を受けて「周囲を確認するためだった」との回答書を提出した。なお、大阪を副首都とすることには賛成している。

### 参議院議員宿舎建て替えに反対表明
都心部である千代田区紀尾井町に残るわずかな緑の空間を候補地にした、参議院による新清水谷議員宿舎建て替えに反対を表明した。2008年12月、石原と西岡武夫参院議院運営委員長、石川雅己・千代田区長の三者は計画を白紙に戻すことで合意した。

### 東京都青少年の健全な育成に関する条例の改正
東京都青少年の健全な育成に関する条例を、2010年（平成22年）に青少年の性的感情を刺激させる性行為の描写を視覚により認識する事の出来る青少年性的視覚描写物図書類の販売、頒布、貸し付けを経営者が認める時は、青少年に閲覧させないように務めなければならないとする条項を加え改正した。改正条例には、「作品に表現した芸術性、社会性などの趣旨をくみ取り、慎重に運用すること」という附帯決議が添えられた。
東京都議会の平成22年第1回定例会で「児童ポルノや子供への強姦等を描いた漫画の蔓延を、見て楽しむだけなら個人の自由である、いかなる内容であっても表現の自由である、と許容することは、これは自由の履き違えであり、青少年を守り育てる大人としての責任と自覚を欠いた、未成熟な人間の自己保身に他ならない」と述べて、「青少年健全育成条例（東京都青少年の健全な育成に関する条例）を改正し、児童ポルノの根絶とこの種の図書類の蔓延の防止に向けて都が、都民、事業者と一体となって取り組み、現在のおぞましい状況にこの東京から決別していきたい」と宣言した。3月19日の定例会見では「私は残念ながらね、（規制の）対象となっているものは読んでもいないし、見てもいないのでねぇ」と言う一方で、漫画やアニメが青少年に害悪を与えることがあるのかどうかについては「ありますよ、そりゃ。（記者に向かって）ないと思うのか君」と述べた。
同条例改正案は2010年（平成22年）6月14日都議会総務委員会において民主共産両党と生活者ネットワーク・みらいの反対票によって否決、同16日に本会議でも否決された。都議会で知事提出の条例案が否決されるのは12年ぶり。修正の上で民主、自民、公明の3党が再提出した結果、2010年（平成22年）12月15日に可決され成立した。
同条例反対者からは、石原の過去の小説を引き合いに出した反対論が相次いだ。ちばてつやは18歳未満の児童に対する強姦・輪姦や、障害者女性に対する輪姦などを扱った石原の小説とその小説の映画化の内容がきっかけで設置されたのが映倫であった点に触れ、「知事が小説家としてどういう作品を書いてデビューしたかは皆さんご存じだと思う、表現は自由であり若者の支持を得てデビューした原点は忘れないで欲しい、文化が滅びる」と反対意見を述べている。2011年（平成23年） 5月17日、東京国際アニメフェアとこれに対抗して予定されていた「アニメ コンテンツ エキスポ」が共に東日本大震災の影響で中止されたことについて、生番組内で「両方とも震災でパーになった。ざまぁみろだ」と発言し、同時に、エロマンガを子どもの手の届くところに置くなという条例を作ったもので、なぜこれが言論統制なのか、と条例案への批判は当たらないとの見方を示し、その場に同席した 田原総一朗は「例えば大人の本でも、ヌードが多い本なんかは、ビニールで囲ってある。その程度のことをやれってことでしょ?」と同意を示した。この際の石原の「ざまぁみろ」の発言に関して、朝日新聞は「このような発言を続ける人物が首都の首長でいられること、そして選んだ都民の神経を疑う」という投書者の声を載せた。

## 浜渦副知事の重用と辞任
石原は衆議院議員時代の公設秘書で青嵐会の裏方も務めた浜渦武生を副知事に就任させた。2005年（平成17年）3月には、都が練馬区に建設した東京都社会福祉総合学院について都議会予算委で浜渦が民主党に質問を依頼した事実が35年ぶりに設置された百条委員会で判明し、同年5月12日には同委員会は質問依頼を否定した浜渦の偽証を認定した。6月2日の都議会では浜渦の問責決議が可決され、浜渦は7月に副知事を辞職した。
石原は浜渦が民主党にやらせ質問を依頼したことについて、「やっぱり責任政党の自民党が質問してくれたら一番よかったと思うし、だから僕はそうさせろと言った」と述べ、自民党に質問を依頼するよう指示したことにも言及している。また、「どうも自民党も動きそうもない。それで、民主党ということになったのかな」と述べた。石原は「やらせ質問」の是非に関しても「話題になれば非常にいいなと思った。それが議会ってもんじゃないの?」と肯定的な見解を示している。石原は定例記者会見で浜渦を「非常に有能な腹心」「余人を持って代え難い」と再三持ち上げ、「最後は浜渦と私で涙を流して話した。泣いて馬謖を切る以上に大事な人材」と心境を吐露した。また、浜渦が度々暴力事件を起し、問題になっていたことについては「（殴り合いなど）男の世界には良くあること。むしろ無い方が嘆かわしいね」と発言している。
浜渦は副知事辞任直後の2005年（平成17年）9月から、東京都が出資している外郭団体である第三セクターのビル会社東京交通会館の副社長に就任した。石原は「その後の就職の世話を都としてするのは当然じゃないですか」「あの人材を埋もらせるわけにいかないでしょう、それっきりにして。東京都のためにこれからも働いてもらいますよ」との見解を示し、2006年（平成18年）7月22日に浜渦を年度末まで都の参与（都政の課題について知事に助言する非常勤の特別職）に迎えた。

## 情報公開
全国市民オンブズマン連絡会議による2006年（平成18年）の第11回全国情報公開度ランキングでは、東京都は閲覧手数料を徴収するという理由により「失格」となり、ランキング外となった（他の失格自治体は香川県のみ）。情報公開度のポイント評価は全国47都道府県中ワースト3に相当する位置付けとなっている。東京都のこの調査における失格評価は石原都政以前も含み2007年まで10年連続である。石原は「公開請求の55%は都外の人で、東京での業務展開に必要とする人が多い。都民の税金を使うわけにいかず、『失格』というのはとんちんかん」と反論している。

## 頓挫した構想・計画

### 三宅島オートバイレース大会
石原は2000年（平成12年）に発生した三宅島火山の噴火による観光客減少への対策として、イギリスのマン島で行われているマン島TTレースを参考に、日本初となる一般道路を使用した本格的なオートバイレースを三宅島で開催することを提唱した。レースは東京都と三宅村が主催し、2007年（平成19年）11月9日から11日に開催が予定されていたが、「公道でスピードを競うのは危険すぎる」との意見が本田技研工業など二輪大手4社から続出し、中止が決定した。都は、専門家による検討経費などに4000万円、都道改修に3億円を2007年度予算に計上していた。結局、三宅村では代替イベントとしてチャレンジ三宅島モーターサイクルフェスティバルを開催することを発表している。
東京都が2006年（平成18年）に三宅島で実施したテスト走行に参加したプロレーサー3人のうち2人が報告書で危険性を指摘し、公道レースの開催に反対を表明していることが2007年（平成19年）2月23日の都議会で明らかになっており、バイクレースの専門家からも「殺人レースだ。絶対にやめるべし」と批判されていることに対し、石原は「レースは危険があるからエキサイトする。ある程度ライダーの自己責任もある」として同レースを強行する姿勢を示していた。また、『朝日新聞』は「三宅島は現在も火山ガスが噴出しており航空路は再開していないため、観光客誘致の起爆剤となるのかは未知数」と報じた。石原は観光客や機材の輸送には海路を用いる考えを示していた。

### 公営ギャンブル復活構想
東京都では美濃部都政以前は公営ギャンブルによる収入があったが、美濃部都政の公営ギャンブル廃止方針により以後、東京都の収入は減少した。やまと新聞社によれば、都の収入減少と都民から娯楽を奪わないで欲しいとの声が相次いだ経緯があり、石原は公営ギャンブルによる収入を得るため、お台場カジノ構想と「後楽園競輪」の復活を提案していた。
カジノ構想
カジノの設置はは現行の法律では認められておらず、実施には国会による法改正を必要とするが、実現見通しは立たず、2003年（平成15年）に正式に断念を発表（現在の日本においては、公営競技や宝くじ、スポーツ振興くじ等別途法令で指定された以外の賭け事は全て、賭博開帳図利罪に問われるギャンブルである）。
「後楽園競輪」復活構想
2003年（平成15年）6月に、東京ドームの地下に現在未使用である競輪用走路が収納されており、また同地の前身が後楽園競輪場であった背景も踏まえ、「後楽園競輪」復活構想を掲げた。その後、三宅島災害復興支援を名目に都議会にも議案を諮ったが、同地の所在地である文京区の住民による反対運動に後押しされた当時の同区区長・煙山力が早速反対の姿勢を表明したばかりか、都議会議員の多くが消極的な姿勢に終始したこともあって難航。加えて、競輪復活計画のまとめ役を務めていた当時の副知事・浜渦武生が問責決議により、同職を辞することになったため、この時点で事実上頓挫した。

### 築地市場移転計画
石原は、中央区築地にある築地市場を、施設の老朽化やアスベスト問題のため、2012年度を目処に江東区豊洲地区へ移転させる方針を明らかにしているが、予定地である東京ガスの工場跡地において、環境基準を超える毒物（鉛・ヒ素・六価クロム・シアン・水銀・ベンゼンの6種類が国の環境基準を超えており、発癌性物質であるベンゼンにいたっては国の基準の1500倍である）が検出されるなど土壌汚染が判明している。また、土壌を入れ替え、アスファルトで被覆する都の対策では不十分との指摘がある。一部の関係者は「生鮮食品を扱う市場の移転先としては論外」とし、築地市場移転反対派の団体「市場を考える会」が中心となって移転反対運動を行っている。石原は「築地は古くて清潔でない。都民や消費者の利益を考えれば、市場を維持するわけにはいかない。ほかに適地はない」と述べて、移転計画に変更は無いとし、移転後の跡地には「2016年東京オリンピック」のメディアセンターを建設する構想を明らかにしている。また、石原は2006年（平成18年）9月8日の定例記者会見において築地市場跡地に「NHKが移転する」と発言したが、NHKは「そんな計画はない」と否定している。2007年（平成19年）10月6日には、東京都は移転予定の豊洲において調査した56カ所のうち14カ所で有害物質のベンゼンが基準値の1000倍の値で検出されたと発表した。

### 東京都による尖閣諸島購入計画
2012年（平成24年）4月に、東京都が尖閣諸島を地権者より購入する計画について記者会見し、2012年4月27日より東京都によって東京都尖閣諸島寄附金が募られた。寄附金は2012年10月24日現在で14億7800万円。石原は寄附金を基金化し総選挙後の新政権に託す考えを示している。東京都による尖閣購入計画が持ち上がっていた当時、自民党は所属全議員に対し、賛成しないよう緘口令を敷いたという。

## 疑惑・批判
- トーキョーワンダーサイトと四男

2002年（平成14年）に設立した東京都の若手芸術家支援事業トーキョーワンダーサイトの予算配分や無名の四男・石原延啓を起用や家族や知人を運営に参画など、事業計画・予算決算の疑問点が指摘されている。
- 新銀行東京

新銀行東京は本来の目的である中小企業向け融資が1225億円で貸出金全体の約52%にとどまるなど、設立目的が揺らいでいる。また、融資の大半が三男・石原宏高の地盤である品川区と大田区の企業に集中していたことから、身内の選挙対策との疑いも持たれている。石原は設立当時の記者会見（2003年5月）では、貸し倒れが多くなった場合の都税投入の可能性について「公私混同であり幼稚・粗雑・週刊誌的発想」と否定していたが、2008年（平成20年）には都税400億円が経営再建のために出資された。
- 官官接待

私的な飲食に公費を流用したとして、2000年（平成12年）6月から2003年（平成15年）12月まで78件の飲食費支出は違法だとして計1,194万円の返還を求め、葛飾区の市民団体が知事を提訴していた。判決が違法支出として認定したのは、2003年（平成15年）6月、東京都中央区築地の高級料亭で石原、棚橋都参与ら8人の会食計341,992円、2003年（平成15年）3月、石原、特別秘書・高井英樹、民放テレビプロデューサーの3人が中央区銀座の割烹料理店で行った会食計58,065円の計約34万1000円の飲食費を支出した2件である。78件中67件は住民監査請求の期限が過ぎているとしたり、残りの9件については棄却した。2007年（平成19年）1月30日、東京地方裁判所の鶴岡稔彦裁判長は2件分の計約40万円については「社会通念を逸脱する違法な支出にあたる」と認定し、石原と特別秘書に対し同額を都に返還するよう命じた。原告側は請求が容認されなかった残件について控訴したが東京高等裁判所は1件のみを認める判決に変更。また最高裁判所（中川了滋裁判長）も2009年5月20日、原告の上告を不受理とした。
- 現金2000万円受け取り疑惑

石原が元衆院議員や支援者ら計3人（糸山英太郎、水谷建設元会長の水谷功、埼玉県の石材業者T（やまと石材））が用意した現金2000万円を受け取りながら、政治団体の政治資金収支報告書に記載していなかったと共産党機関紙である「赤旗」が主張し、「都内の男性ら」が、石原と資金管理団体の会計責任者を務める特別秘書の2人について、政治資金規正法違反の疑いで東京地検に告発状を提出した。石原は料亭で元衆院議員らと会食したことを認めているが、現金については「疑惑は一切ない」と全面的に否定し、宴席に同席した糸山も「焼酎は渡したが、現金など渡すわけがない」「作り話」としている。一方、同じく同席した水谷は金銭授受について「直接はやってない。Aさん（=女性経営者）が用意してた」と、女性経営者が500万円を立て替えたことし、2000万円の金銭授受についても「その話は聞いた」「（石原は）そりゃ、感謝してたわな!」「（宴席後は）みんな上機嫌だった」と話したと『週刊朝日』 (2006年12月29日号) は伝えた。
- 東京マラソン

石原の主導で2007年（平成19年）から始まった東京マラソンに関して、次男・石原良純がフジテレビからスペシャルサポーターとして現場での司会と選手などへのインタビューを担当した。良純は今回の出演を依頼される以前に石原から「何かあったら広報として力を貸してくれ。頼むよ」と言われていたことをフジテレビの広報ページで語っている。石原が良純に協力を依頼した後にフジテレビ出演が決まったことから、「週刊朝日」は石原とフジテレビの関係に疑問を呈した。
- 選挙対策と見做された花粉症対策ポスター

2007年（平成19年）に入ってから、"STOP花粉"という文字と石原の写真が大きく写った花粉症対策のポスター5万2000枚が、都内23区と全ての市町村に配布された。東京都森林課により製作され、デザイン、印刷等に要した費用は227万円である。石原は都庁における花粉対策会議の席上「自分ができることをしたい」と積極的な姿勢を示し、15の図案から自身の顔が一番大きく写っている図の採用を決めた。この「顔写真ポスター」に対し、中央区など7つの区や町内会が、選挙運動期間中の候補者や政治団体による文書図画の頒布を禁じた公職選挙法第146条に抵触する恐れがあるとして、掲示板への掲載を拒否していたが、残りの16区や町内会は問題がないとして掲載していた。
- 勤務状態

在任中の都庁への出勤は週2回程度であったと批判されている（清水ひで子都議（共産党）の指摘）。